# Odo drescoi
Espèce
Synonymes
- Horioctenus drescoi Caporiacco, 1955

Odo drescoi est une espèce d'araignées aranéomorphes de la famille des Xenoctenidae.

## Distribution
Cette espèce est endémique du Venezuela.

## Publication originale
- Caporiacco, 1955 : Estudios sobre los aracnidos de Venezuela. 2a parte: Araneae. Acta Biologica Venezuelica, vol. 1, p. 265-448.